# Nissan Skyline R30
La Nissan Skyline R30 è un'autovettura prodotta in vari allestimenti dalla casa automobilistica nipponica Nissan a partire dall'agosto 1981.

## Contesto
La R30 fa parte della famiglia delle autovetture Skyline (prodotte a partire dal 1957). Essa fu realizzata principalmente nelle versioni coupé 2 porte, hatchback 5 porte e station wagon, anche se ne esisterebbero altre 21 varianti.
Tutti i modelli (tranne la station wagon) erano dotate di fari posteriori di forma circolare. Le motorizzazioni andavano dal 6 cilindri SOHC L20ET turbo al Z18S a 4 cilindri e 6 cilindri diesel. Alcuni montavano sospensioni regolabili elettronicamente.
Nel 1983 la vettura subì un restyling. I 4 freni a disco divennero una dotazione di serie. Il propulsore 4 cilindri Z18S fu sostituito con un CA18E. Furono migliorati i rivestimenti interni, vennero introdotti nuovi paraurti anteriori e posteriori, gli specchietti vennero montati direttamente sulle portiere (non più sul cofano motore) e furono applicate luci posteriori fumé.

## Versioni speciali

### Paul Newman Version
Nel 1983 fu lanciata la versione speciale Paul Newman per commemorare sia l'attività di promoter che l'attore americano fece per la Nissan, sia le varie competizioni a cui Newman partecipò tra gli anni settanta e gli anni ottanta a bordo di varie Skyline. Le uniche differenze con la versione normale erano delle decalcomanie con l'autografo dell'attore.

### Gamma RS
Il 2 ottobre 1981 venne messa in commercio la versione 2000 RS della R30. Essa aveva un peso a vuoto di 1.130 kg e montava un propulsore DOHC FJ20E che erogava 148 CV sui 6000 giri motore e 181 Nm sui 4800 giri/min.
Su questa versione, nel 1983, fu introdotto un motore turbo FJ20ET. Per far fronte alla maggiore potenza, i freni anteriori furono potenziati. Il nuovo propulsore offriva 188 CV di potenza a 6400 giri / min e 225 Nm (166 lb ft) di coppia a 4800 giri / min. (Era considerato il motore nipponico più potente della sua epoca). Questa versione prevedeva alzacristalli elettrici, aria condizionata e servosterzo di serie nel nuovo modello RS-X. Il peso era salito a 1.235 kg. Venne introdotto un nuovo frontale, chiamato Tekkamen (鉄 仮 面) o Iron Mask dai tifosi per il suo look distintivo. Esso abbandonava la classica griglia del cofano e la rimpiazzava con due strette fessure al di sopra del paraurti, le quali avevano accanto fari dal design più snello.
Nel 1984 la versione RS è stata ulteriormente potenziata con l'aggiunta di un intercooler e di un turbocompressore a gas di scarico montato sull'FJ20ET. La potenza saliva a 202 CV a 6400 giri / min e 245 Nm (181 lb ft) di coppia a 4400 giri / min. Verso la fine della produzione fu aggiunto il cambio di tipo automatico.
La versione RS ebbe numerosi successi nel Australian Touring Car Championship, tra cui la vittoria del campionato costruttori nel 1986 e nel 1987.